# Millbank

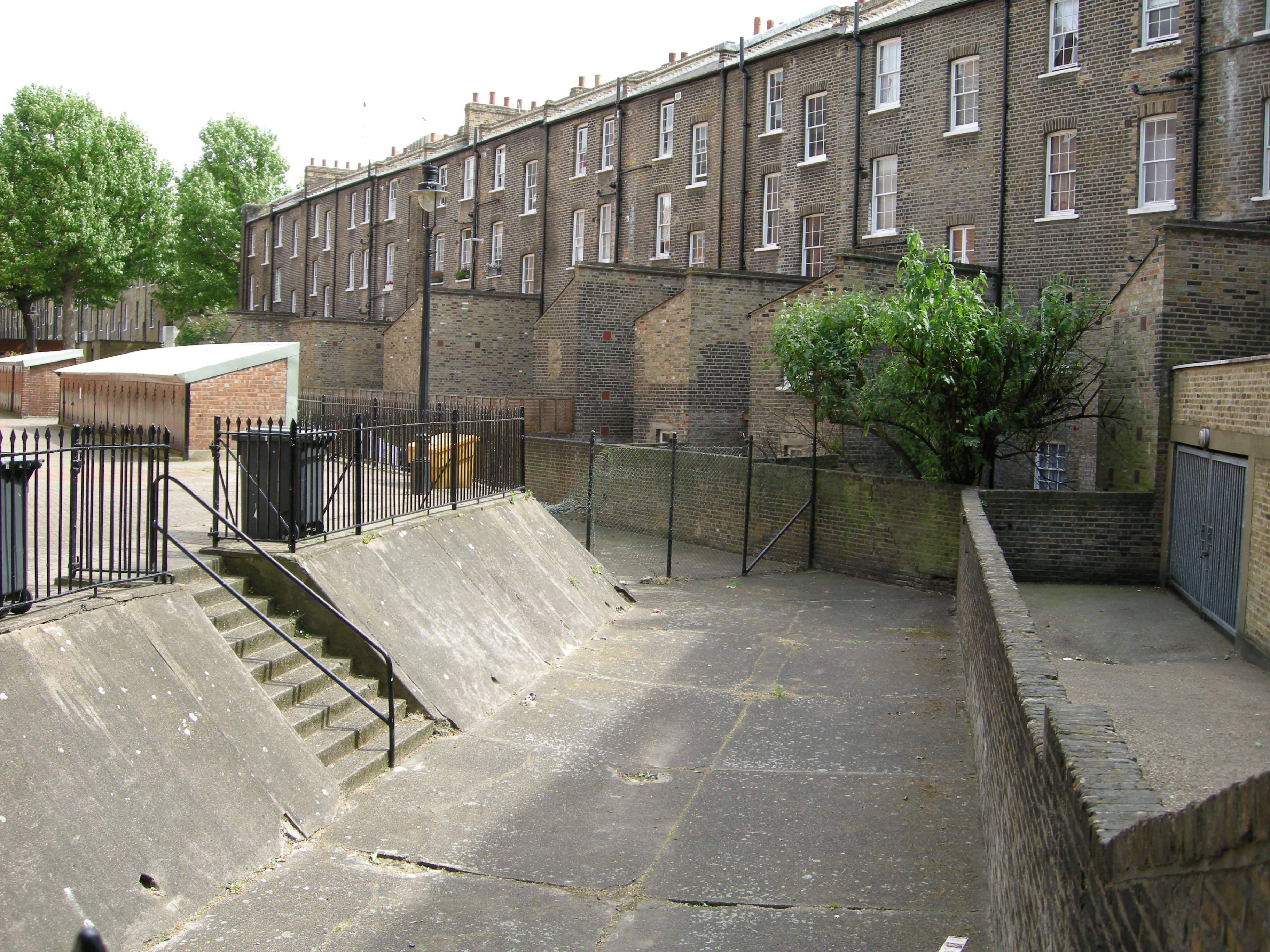
La « cité Millbank. »

Millbank est un quartier du centre de Londres, dans la Cité de Westminster. Millbank est situé entre la Tamise, l'est de Pimlico et le sud de Westminster. Le nom de ce quartier vient d'un moulin qui se trouvait près de l'abbaye de Westminster.
Le site fut occupé jusqu'en 1899 par une célèbre prison. Le London County Council édifia entre 1897 et 1902 à son emplacement un lotissement de 17 immeubles de logement collectif, la « cité Millbank » (photo ci-contre). Les îlots, portant chacun le nom d'un peintre, sont aujourd'hui classés Grade II.